# Разновидности волнистых попугайчиков
Все находящиеся в неволе волнистые попугайчики делятся на две основные серии цвета, а именно, на белой основе (например, синие, серые и белые волнистые попугайчики) и (или) жёлтой основе (например, зелёные, жёлтые, серо-зелёные волнистые попугайчики). В настоящее время насчитывается по крайней мере 32 первичных мутаций у попугайчиков, влекущих за собой сотни возможных вторичных мутаций (стабильные комбинированные первичные мутации) и цветовое разнообразие (неустойчивые комбинированные мутации).

## История появления цветовых вариаций
Природная окраска волнистых попугайчиков — травянисто-зелёная. Первой мутационной окраской стала жёлтая. Она была выведена в 1872 году в Бельгии. Там же через пять лет появился голубой волнистый попугайчик. Вскоре от скрещивания зелёных и голубых особей начали получать попугайчиков тёмно-зелёного и тёмно-голубого цветов. В 1910 году на выставке в Лондоне появились синие волнистые попугайчики. В 1915 году во Франции были выведены тёмно-зелёные птицы. Там же через два года впервые были выведены попугайчики с голубым оттенком, а в 1919 году в городе Тулуза на предприятиях по разведению волнистых попугайчиков были получены птицы оливково-зелёного цвета. В дальнейшем во Франции были выведены серо-синие виды. В 1916 году были получены белые волнистые попугайчики. В 1927 году в Австрии впервые появились голубые серокрылые попугайчики. В 1930 году одновременно в США (штат Калифорния), Дании и Германии были выведены попугайчики со светлым волнистым рисунком. В том же году в Дании были впервые получены птицы с пёстрым оперением. Немецкие любители Фишер и Бем в 1932 году вывели альбиносов. В то же время английские любители Портер и Кодекот получили волнистых попугайчиков с опалиновым рисунком, а австралиец Терилл сумел получить потомство от птицы этой окраски. В 1935 году одновременно в Англии, Австралии, Дании и Финляндии появились фиолетовые волнистые попугайчики. В том же году австралийские орнитологи вывели попугайчиков серо-зелёного окраса. В 1939 году в Канаде были получены первые хохлатые попугайчики. В 1943 году одновременно в Англии и Австралии были выведены серые волнистые попугайчики. В 1948 году в Бельгии, Дании и Голландии появились белые и жёлтые птицы с тёмными глазами. В 1972 году в Австралии была выведена мутация, названная «спенгл» (от англ. spangle — «блестящий, украшенный блёстками»). А в 1974 году были получены первые рябые попугайчики. В 1978 году любитель из Техаса (США) Паулик вывел первых кольчатых (с полосой вокруг шеи) волнистых попугайчиков. В 1984 году в Германии появились сэддлбеки (от англ. saddlebacks — «спина под седлом»). Помимо мутаций существуют также многочисленные модификации рисунка волнистых попугайчиков, например разносторонне окрашенные птицы, у которых одна половина тела окрашена в зелёный цвет, а другая в голубой. Модификация, в отличие от мутаций, не передаётся по наследству.

## Факторы, от которых зависит окраска оперения волнистых попугаев
- Тёмный фактор
- Серый фактор
- Фиолетовый фактор
- Осветляющий фактор

### Светло-зелёные

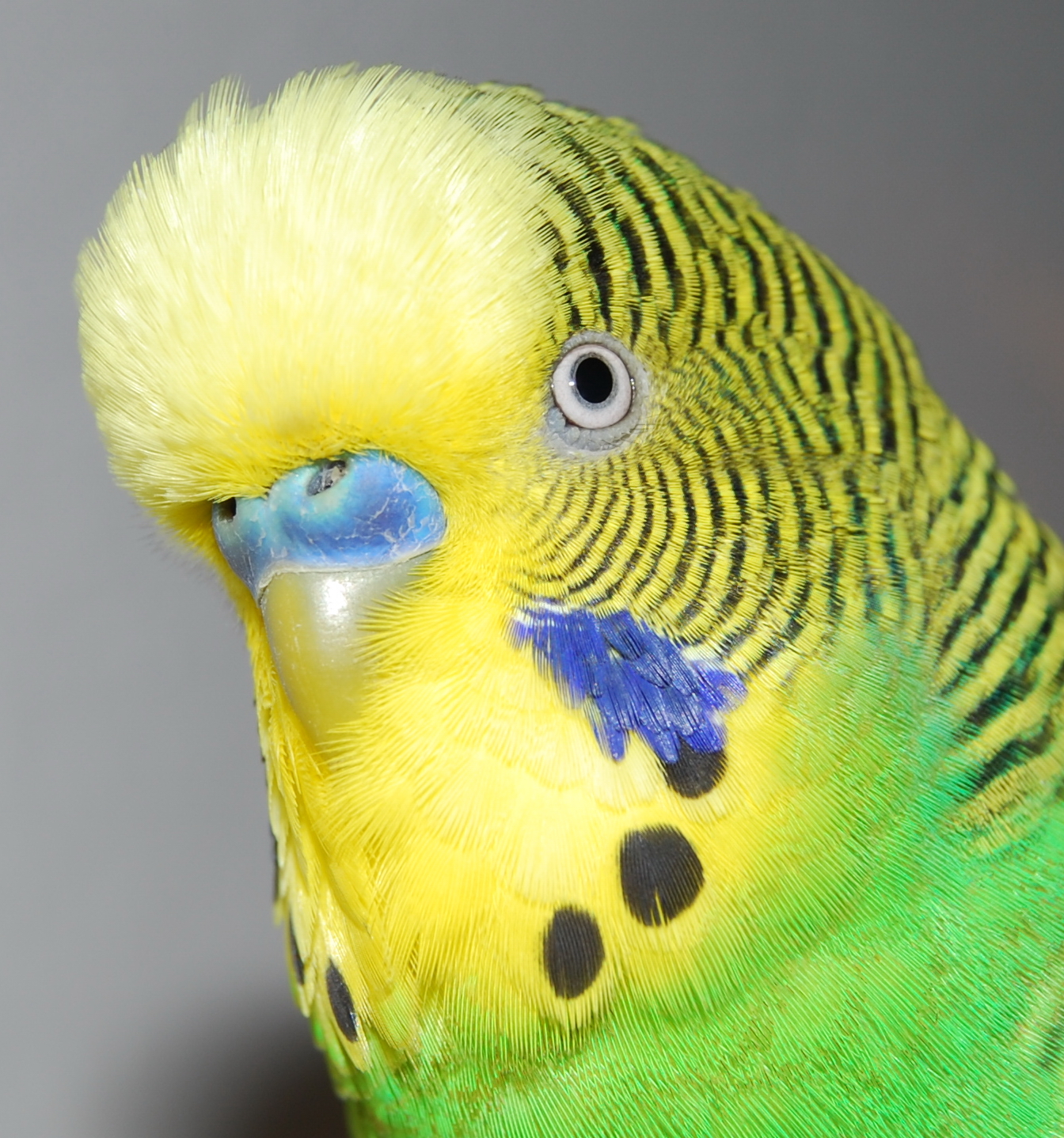
Светло-зелёный волнистый попугайчик

Светло-зелёный окрас волнистых попугайчиков (или по-другому просто «зелёный») — это природный, классический окрас. У диких попугайчиков именно такой окрас, отсутствие тёмного фактора даёт особенный, насыщенный, ярко-зелёный цвет. Базовый окрас оперения живота, груди и нижней части спины — светло-зелёный, глянцевый. Маска ярко-жёлтая, на шее — чёрные горловые знаки, причём внешние горловые знаки частично прикрыты фиолетовыми пятнами щёк. На голове, шее, спине и крыльях — волнистый рисунок. Хвостовые перья тёмно-синие, маховые — чёрные или тёмно-зелёные.

### Тёмно-зелёные
Были выведены в 1915 году во Франции. Один тёмный фактор (основанный на жёлтом) у зелёного волнистика образует тёмно-зелёную разновидность. Основной окрас оперения груди, живота и нижней части спинки тёмно-зелёный. На шее чёрные горловые знаки частично перекрывающиеся фиолетовыми пятнами щёк. «Маска» ярко-жёлтого цвета. На голове, шее, спине и крыльях присутствует волнистый рисунок.
Маховые перья у попугайчиков тёмно-зелёного или чёрного цвета, хвостовые перья тёмно-синие, но более светлые, чем у светло-зелёных птиц. Окрас тёмно-зелёных волнистых попугайчиков выглядит особенно ярким и нарядным.

### Оливково-зелёные
Были выведены в 1919 году, во Франции от тёмно-зелёных особей. Два тёмных фактора (основанного на жёлтом) волнистика образуют оливковую разновидность. Основной окрас оперения груди, брюшка и нижней части спины оливково-зелёный. «Маска» ярко жёлтая, украшенная на шее чёрными горловыми знаками. Крайние из них перекрываются фиолетовыми пятнами щёк.
На голове, шее, щеках, спине и крыльях — резко отделённый от жёлтой основы чёрный волнистый рисунок. Маховые перья чёрные с зеленоватым отливом, хвостовые перья тёмно-синие, намного темнее, чем у тёмно-зелёного попугайчика.
Как только был выведен оливково-зелёный окрас, эти птицы сразу же завоевали симпатии многих любителей комнатных птиц.
Тёмный фактор — полу-доминантный. Нормальный — рецессивный.
2 тёмных фактора

### Голубые

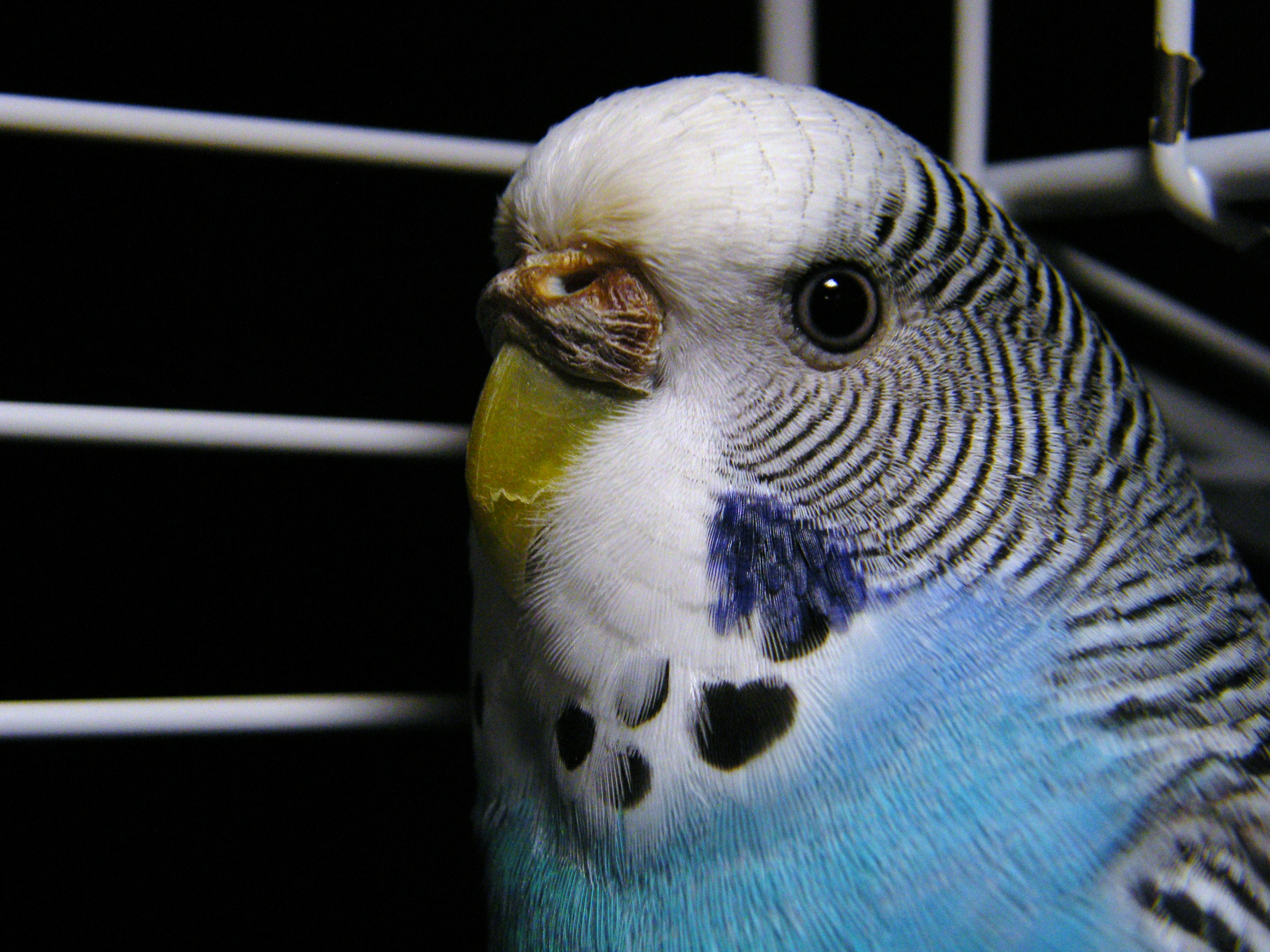
Волнистый попугайчик голубого окраса

Попугайчик такого окраса появился в 1878 году в Бельгии. Впервые такая особь была выращена в 1910 году во Франции. Цвет груди, живота и нижней части спины — ярко-голубой. Маска белая, горловые пятна чёрные, частично прикрыты фиолетовыми пятнами щёк. Волнистый рисунок чёрный, расположен на голове, шее, крыльях и спине, чётко отделён от белой основы. Хвостовые перья тёмно-синие, с бирюзовым отливом, маховые — чёрные или голубые.

### Синие (кобальтовые)
Такой цвет даёт один тёмный фактор. Основной цвет оперения груди, брюшка, нижней части спины, а также длинных хвостовых перьев тёмно-синий. «Маска» чисто-белая, украшенная в нижней части чёрными горловыми знаками. Крайние знаки частично перекрываются на щеках фиолетовыми пятнами. На голове, щеках, спине и крыльях на белом фоне резко выделяется чёрный волнистый рисунок. Маховые перья чёрные или голубые.
Туловище по всей длине имеет синий окрас. Маска на голове ярко-белого цвета. На шее имеется 6 чёрных равномерно расположенных пятен. Два крайних пятна немного скрыты фиолетовыми каплевидными пятнами.
На белом фоне имеется чёрный рисунок в виде волн.
Центральные рулевые перья тёмно-синего цвета.
К окрасам этого ряда относится серокрылый окрас. Основной цвет оперения попугайчиков этого окраса голубой или серый, маска — белая, симметрично расположенные горловые пятна — серые, щеки — серые или светло-фиолетовые. На крыльях имеется пепельно-серый волнистый рисунок.
1 тёмный фактор

### Розовато-лиловые
(1920 год)
Два тёмных фактора дают глубокий синевато-серый цвет (больше серый, чем голубой); эта разновидность называется «розовато-лиловые» В пределах каждого уровня тёмного фактора есть градация различной степени затемнённости.
2 тёмных фактора.

### Серо-зелёные
Серо-зелёные волнистые попугайчики были выведены в 1935 году на территории Австралии. Грудь, живот и нижняя часть спины окрашены в бледный серо-зелёный (горчичный) цвет. Маска ярко-жёлтая, горловые знаки чёрные и немного прикрыты серыми пятнами щёк. Волнистый рисунок на голове, шее, щеках, спине и крыльях чёрный, резко отделён от жёлтой основы. Хвостовые перья чёрные, маховые — чёрные или зелёные. Серо-зелёные волнистые попугайчики могут быть с одним или двумя факторами или вообще не иметь их. Серый фактор может поддерживаться и однофакторно, и двуфакторно.

### Серые
Эта форма волнистых попугайчиков была практически одновременно получена австралийскими и английскими орнитологами в 1943 году. Этих попугайчиков отличает серый окрас оперения груди, живота и нижней части спины. Маска ярко-белая, горловые знаки чёрные и частично прикрыты пятнышками щёк, совпадающими по цвету с базовым цветом тела. Волнистый рисунок на крыльях, шее и спине чёрного цвета и контрастирует с белой основой. Длинные хвостовые перья чёрные, маховые — чёрные или серые. Аналогично с серо-зелёными попугайчиками, среди серых могут встречаться особи с одним или двумя факторами, а также совсем без них. Серый цвет поддерживается одним или двумя факторами.

### Серо-синие
(1924 год, Франция)
У волнистых попугайчиков этого окраса серо-синие (с переходом к розовому или фиолетовому оттенку) нижняя часть спины, живот, грудь, белая маска, чёрные горловые знаки, на щеках фиолетовые пятна, хвостовые перья тёмно-синие.
Чёрный волнистый рисунок находится на спине, крыльях, шее, голове и щеках.

### Фиолетовые
(1928 год, Германия)У волнистого попугайчика этого окраса фиолетовый цвет присутствует на нижней части спины, животе, груди, щеках, симметрично расположенные горловые пятна — чёрные, маховые перья также чёрные, с синеватым отливом, хвостовые — сине-зелёные, маска — белая.
Чёрный волнистый рисунок находится на крыльях, спине, голове и щеках

### Желтолицые европейские с нормальным рисунком
(упоминаются в 1880 году; есть 2 мутации)

### Желтолицые австралийские нормальные
Имеют окрас как у светло зелёного волнистого попугайчика, только вместо зелёного оперения у них — жёлтое.

### Осветлённые попугайчики
1. Нормальные жёлтые

(1872 год, Бельгия)
1. Нормальные белые

1917 год
1. Опалины жёлтые
2. Опалины белые
3. Белые желтолицые опалины
4. Серокрылые зелёного ряда

1927 год, Австрия
1. Серокрылые голубого ряда
2. Серокрылые и желтолицые серокрылые опалины

### Иносы

#### 1. Лютиносы
(упоминаются в 1880 году)
Оперение ярко-жёлтое. Скуловые пятна перламутровые. Глаза красные. Маховые и средние рулевые перья имеют светлую окраску. Восковица самцов розовая или фиолетовая, у самок коричневая. Лапки имеют ярко-алый цвет.

#### 2. Альбиносы
В 1932 году в Германии одновременно у двух любителей, Фишера и Бема, были выведены первые альбиносы.
Оперение чисто белое. Глаза красные. Восковица взрослых самцов имеет розовую, самок — коричневую окраску. Лапки окрашены в ярко-алый цвет.

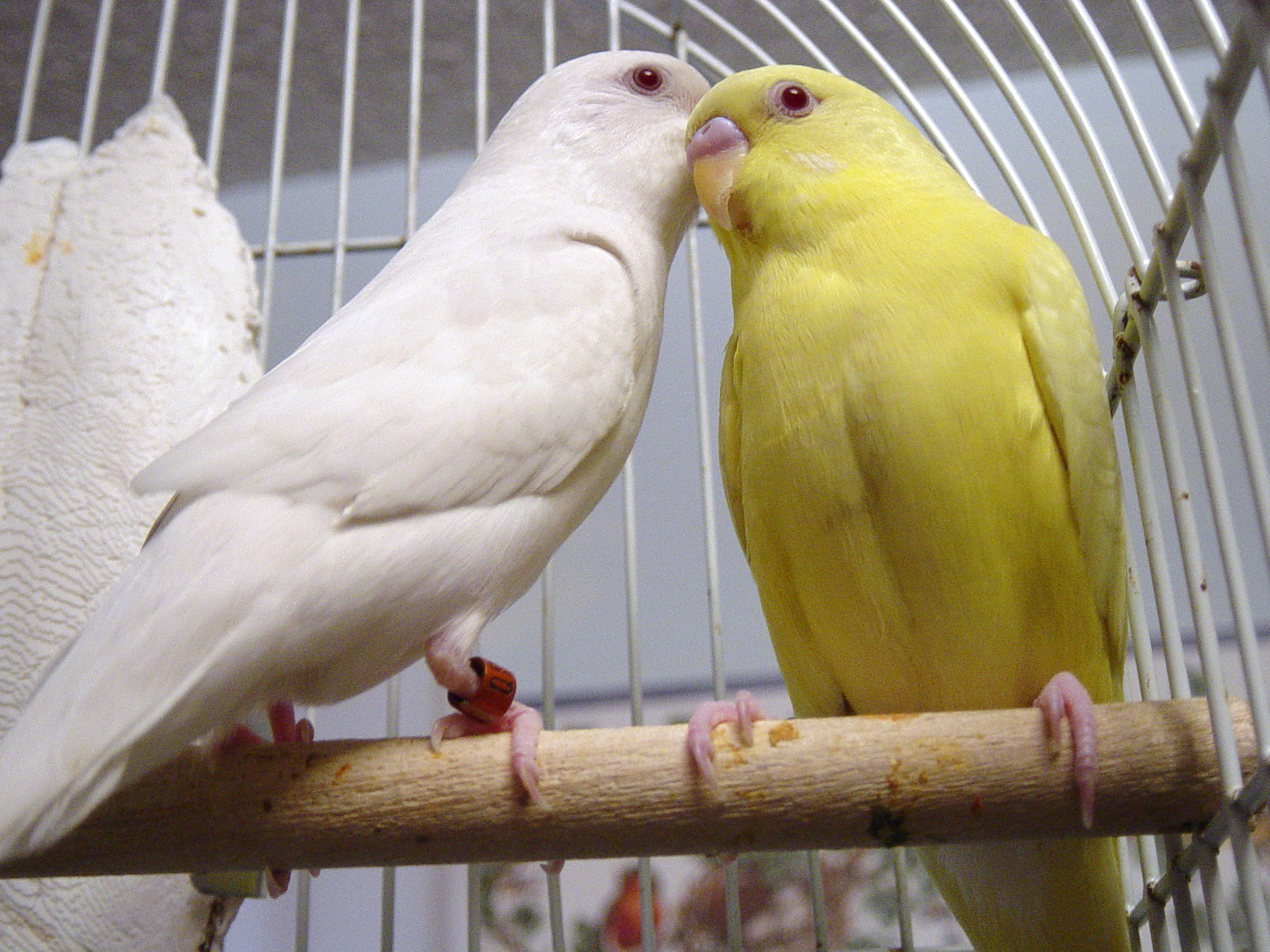
Альбинос и лютинос

#### 3. Птицы со светлыми крыльями, зелёный ряд
(1930 год, Австралия, Сидней)
Основной окрас оперения на спине, животе и груди у этих попугайчиков зелёный, при этом спина, крылья и шея ярко-жёлтые, волнистый рисунок полностью отсутствует.
Маска жёлтого цвета, горловые знаки обычно светло-серые, но их может и не быть, щеки фиолетового цвета.

#### 4. Птицы со светлыми крыльями, голубой ряд
Импортированы в 1933 году из Австралии в Англию.
Основной окрас оперения на спине, животе и груди у этих попугайчиков голубой, при этом спина, крылья и шея белые, а волнистый рисунок полностью отсутствует.
Маска белого цвета, симметрично расположенные горловые знаки обычно светло-серые, но их может и не быть, щеки фиолетового цвета.

#### 5. Опалин со светлыми крыльями
(1960 год, Германия)

#### 6. Австралийские светлокрылые
(Германия)

### Коричные
1. Коричные светло-зелёные

(1931 год, Англия)
1. Коричные голубые
2. Коричные серо-зелёные
3. Коричные серые
4. Коричные тёмно-зелёные
5. Коричные тёмно-синие
6. Коричные желтолицые
7. Коричные опалины
8. Коричный опалин светло-зелёный
9. Коричный опалин голубой
10. Коричный опалин серо-зелёный
11. Коричный опалин серый
12. Коричный опалин серо-зелёный
13. Коричный опалин тёмно-синий
14. Желтолицый коричный опалин

### Опалины
1. Опалин светло-зелёный
2. Опалин голубой
3. Опалин серо-зелёный
4. Опалин серый
5. Опалин тёмно-зелёный
6. Опалин тёмно-синий
7. Опалин фиолетовый
8. Желтолицый опалин
9. Лейсвинг жёлтый
10. Лейсвинг белый
11. Лейсвинг опалин жёлтый
12. Лейсвинг опалин белый

Рецессивные пёстрые попугайчики: Рецесивные пёстрые птицы встречаются как в зелёном, так и в синем ряду волнистых попугайчиков. Основная окраска оперения на 50 % жёлтая или белая и на 50 % — основного цвета. В зависимости от принадлежности к зелёному или синему ряду «маска» у попугайчиков жёлтая или белая, украшенная симметричными круглыми пятнышками, количество которых может быть от 1 до 6. Пара внешних горловых знаков частично закрыта пятнами щёк, которые бывают фиолетовыми, серебристыми или смешанного цвета. Волнистый рисунок жёлтого или белого цвета, на теле и крыльях распределён неравномерно. Глаза у попугайчика тёмные, без радужного кольца. Восковица у самца розовая, у самки — блёклая. Лапки окрашены в красно-бурый цвет.
1. Рецессивный пёстрый светло-зелёный попугайчик: Основная окраска оперения такая же, как у светло-зелёных птиц нормальной окраски. «Маска» ярко-жёлтая, украшенная на шее чёрными горловыми знаками (у птиц коричневого ряда и коричневых опалиновых горловые знаки коричневого цвета). Крайние горловые знаки перекрываются пятнами щёк, которые бывают фиолетового или серебристо-белого цвета. Маховые и хвостовые перья у птиц жёлтые. Зелёный и жёлтый цвета оперения распределены неравномерно. В нижней части туловища и надхвостье преобладает зелёный цвет, а в верхней части тела, на спине и крыльях жёлтый. Волнитсый рисунок отсутствует.
2. Рецессивный пёстрый голубой: Основная окраска оперения такая же, как у голубых опалиновых попугайчиков. «Маска» белая, иногда украшенная на шее чёрными горловыми знаками (у птиц коричневого ряда и коричневых опалиновых горловые знаки коричневого цвета). Крайние горловые знаки перекрываются пятнами щёк, которые бывают фиолетового или серебристо-белого цвета. Маховые и хвостовые перья белого цвета. Голубой и белый цвета оперения распределены неравномерно. В нижней части туловища и надхвостье преобладает голубой цвет, а в верхней части тела, на спине и крыльях — белый. Волнистый рисунок отсутствует, иногда имеются отдельные тёмные пятна на голове, шее, спине и крыльях.
3. Рецессивный пёстрый серо-зелёный: Окраска оперения попугайчика серо-зелёная на нижней части туловища и надхвостье, на остальных частях тела — жёлтая. «Маска» у рецессивного пёстрого серо-зелёного попугайчика ярко-жёлтая, украшенная на шее чёрными горловыми знаками (у птиц коричневого ряда и коричневых опалиновых горловые знаки коричневые). Внешние горловые знаки частично перекрыты серыми или белыми пятнами щёк. Маховые и хвостовые перья жёлтые.
4. Рецессивный пёстрый серый: Основная окраска оперения попугайчика такая же, как у серых и серых опалиновых птиц. Серый цвет преобладает в нижней части тела и надхвостье. Остальные части тела белые. Рецессивный пёстрый серый попугайчик имеет ярко-белую «маску», которая может быть украшена на шее чёрными горловыми знаками (у птиц коричневого ряда и коричневых опалиновых горловые знаки коричневые), частично перекрывающимися серыми или белыми пятнами щёк. Длинные хвостовые и маховые перья у попугайчиков белые.
5. Рецессивный пёстрый тёмно-зелёный попугайчик: Основная окраска оперения нижней части туловища и надхвостья тёмно-зелёная, верхняя часть тела, спина и крылья — жёлтые. Цвета чётко разграничены. «Маска» ярко-жёлтого цвета может быть украшена на шее чёрными горловыми знаками (у птиц коричневого ряда и коричневых опалиновых горловые знаки коричневые), которые частично закрываются фиолетовыми или белыми пятнами щёк. Маховые и хвостовые перья у птиц жёлтые. Волнистого рисунка нет. Иногда на голове, шее, верхней части груди и крыльях имеются отдельные тёмные пятна.
6. Рецессивный пёстрый тёмно-синий: Основная окраска оперения нижней части туловища и надхвостья тёмно-синяя, верхняя часть тела, спина и крылья — белые. Цвета чётко разграничены. «Маска» белого цвета может быть украшена на шее чёрными горловыми знаками (у птиц коричневого ряда и коричневых опалиновых горловые знаки коричневые), которые частично закрываются фиолетовыми или белыми пятнами щёк. Маховые и длинные хвостовые перья у тёмно-синих рецессивных попугайчиков белые. Волнистого рисунка нет. Иногда на голове, шее, верхней части груди и крыльях имеются отдельные тёмные пятна.
7. Рецессивный пёстрый желтолицый: Рецессивный пёстрый жёлтолицый попугайчик встречается только в синем ряду и представляет собой комбинацию мутаций жёлтолицего и рецессивного пёстрого. Рецессивных пёстрых жёлтолицых попугайчиков называют также трёхцветными арлекинами.

Австралийские пёстрые: Эти попугайчики встречаются как в зелёном, так и в синем ряду. Австралийские пёстрые были выведены в 50-х годах XX века австралийскими орнитологами. От известных датских и доминантных континентальных попугайчиков они отличаются особенностями рисунка: маховые перья и части крыла у них осветлены, «маска» не доходит до грудки, а заканчивается в передней части шеи. Окраска оперения спины, груди, боков и брюшка пёстрая: жёлтый, зелёный и белый цвета сменяют друг друга хаотично, но при этом не сливаются, а чётко разграничены. В зависимости от принадлежности к зелёному или синему ряду австралийские пёстрые попугайчики имеют жёлтую или белую «маску», которую украшают 6 симметричных, расположенных на равном расстоянии круглых чёрных пятен (у коричневых птиц окраска пятен коричневая). Крайние пятнышки перекрываются пятнами щёк. На затылке у попугайчика имеется светлое пятно. Хвостовые и маховые перья, в зависимости от принадлежности к зелёному или синему ряду, жёлтые или белые. Окраска лап синеватая или телесная. Глаза тёмные со светлым радужным кольцом. Восковица у самца голубая или голубовато-розовая, у самки — белёсая.
1. Австралийские пёстрые светло-зелёные попугайчики: Основная окраска оперения крыльев, брюшка и нижней части спины такая же, как у светло-зелёных опалиновых птиц. «Маска» ярко-жёлтая, украшенная на шее чёрными горловыми знаками (у птиц коричневого ряда и коричневых опалиновых горловые знаки коричневые), частично закрытыми фиолетовыми или белыми пятнами щёк. Хвостовые и маховые перья у попугайчиков жёлтые.
2. Австралийские пёстрые голубые попугайчики: Основная окраска оперения брюшка, нижней части спины и крыльев такая же, как у голубых и голубых опалиновых попугайчиков. «Маска» белая, украшенная на шее чёрными горловыми знаками (у попугайчиков коричневого ряда и коричневых опалиновых птиц горловые знаки коричневые). Внешние горловые знаки частично перекрываются фиолетовыми или белыми пятнами щёк.
3. Австралийские пёстрые серо-зелёные: Основная окраска оперения на крыльях, брюшке и нижней части спины соответствует окраске серо-зелёных и серо-зелёных опалиновых птиц. «Маска» ярко-жёлтая, украшенная на шее чёрными или коричневыми горловыми знаками, частично перекрывающимися серыми или белыми пятнами щёк. Длинные хвостовые и маховые перья у австралийских серо-зелёных попугайчиков жёлтые.
4. Австралийские пёстрые тёмно-зелёные попугайчики: Основная окраска оперения брюшка, крыльев и нижней части спины такая же, как у тёмно-зелёных и тёмно-зелёных опалиновых птиц. «Маска» ярко-жёлтого цвета, украшенная на шее чёрными или коричневыми (у птиц коричневого ряда и коричневых опалиновых) горловыми знаками. Хвостовые и маховые перья у попугайчиков жёлтые.
5. Австралийские пёстрые серые: Основная окраска оперения птицы такая же, как у серых и серых опалиновых птиц. Австралийский пёстрый серый попугайчик имеет белую «маску», украшенную на шее чёрными горловыми знаками (у птиц коричневого ряда и коричневых опалиновых горловые знаки коричневые). Крайние пятнышки закрыты серыми или белыми пятнами щёк. Хвостовые и маховые перья у попугайчиков этого вида белые.
6. Австралийские пёстрые тёмно-синие: Основная окраска оперения брюшка, нижней части спины и крыльев соответствует окраске тёмно-синих и тёмно-синих опалиновых попугайчиков. «Маска» у попугайчика белая, украшенная на шее чёрными горловыми знаками (у птиц коричневого ряда и коричневых опалиновых горловые знаки коричневые), частично перекрывающимися фиолетовыми или белыми пятнами щёк. Маховые и длинные хвостовые перья у попугайчиков этого вида белые.
7. Австралийские пёстрые фиолетовые: Основная окраска оперения крыльев, брюшка и нижней части спины такая же, как у фиолетовых и фиолетовых опалиновых попугайчиков. Австралийский пёстрый фиолетовый попугайчик имеет белую «маску», украшенную на шее чёрными или коричневыми горловыми знаками. Внешние горловые знаки частично закрыты фиолетовыми или белыми пятнами щёк. Длинные хвостовые и маховые перья белые.
8. Австралийские пёстрые желтолицые: Этот вид попугайчиков встречается только среди птиц синего ряда и представляет собой комбинацию мутаций жёлтолицего и австралийского пёстрого попугайчиков. Австралийские пёстрые жёлтолицые делятся на 2 типа. У птиц I типа жёлтый цвет присутствует только на «маске» и хвостовых перьях. У птиц II типа, кроме «маски» и хвостовых перьев, жёлтое также всё туловище.

### Спенглы (звездчатокрылые)
Мутация, которая изменяет рисунок крыльев попугайчика. Кроющие перья крыла однотонные с каймой.
Также бывают опалиновые спенглы, у них кайма расмыта, получается мраморный эффект.
Ген доминатен над геном нормальной окраски пера. Мутация спенглов может быть в комбинациях с мутациями коричности, опалиновости, парблю, пестроты.

### Антрацитовые
Двухфакторные антрацитовые имеют тело очень тёмного серого цвета, близкого к чёрному или угольному. Рисунки на крыльях и хвосте чёрные, скуловые пятна тёмно-серые, как основной цвет тела. Г.В. фон Кармат (G W von Kamrath) описывает двухфакторных антрацитовых как «чёрные как смоль рисунки на крыльях и хвосте, глубокие чёрные скуловые пятна».
Только двухфакторные птицы синего ряда являются истинными антрацитовыми.

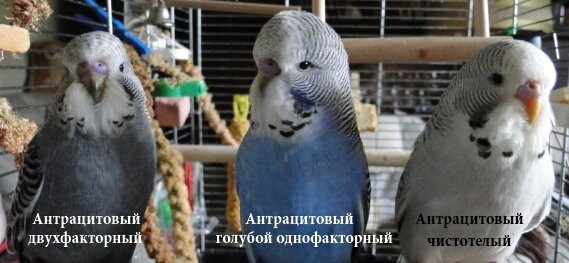

Первый антрацитовый попугайчик появился в 1998 году в вольере Ханса-Юргена Ленка (Hans-Jurgen H Lenk) рядом с Дюссельдорфом (Германия). Именно с этого момента можно говорить о новой антрацитовой мутации. В это время Герд Бляйхер, очень хороший друг Ленка, регулярно посещал его и имел возможность получить информацию, и наблюдать за антрацитовыми птицами.
В 2003 году Герд Бляйхер купил у Ханса-Юргена трёх антрацитовых самцов и с тех пор он пытался выяснить их тип наследования. Сперва, по данным Ленка, предполагался один из рецессивных типов наследования, но теперь, благодаря исследованиям Бляйхера, мы знаем, что наследование является доминирующим, как и у серого фактора. Ленка сбило с толку появление, как он считал, простой серо-зелёной птицы, которая на самом деле была антрацитовой, а не серо-зелёной.
К концу 2008 года потомки этой исходной мутации были экспортированы в Америку, Бельгию, Канаду, Англию, Финляндию, Голландию, Италию, Норвегию, Швецию, Швейцарию и ряд других стран.

### Прочие цветовые мутации
1. Осветлённый зелёного ряда
2. Осветлённый синего ряда
3. Осветлённый опалин
4. Доминантные континентальные пёстрые птицы зелёного ряда: Окраска оперения зелёная в нижней части тела, но возможно наличие жёлтых участков. При этом цвета резко разграничены. На затылке жёлтое пятно. Основной цвет может быть светло-зелёным, тёмно-зелёным, серо-зелёным и оливковым. «Маска» жёлтого цвета. её украшают 6 круглых чёрных горловых знака, частично перекрывающихся фиолетовыми пятнами щёк. Волнистый рисунок на голове и шее начинается от жёлтых участков. Иногда он присутствует и на крыльях.

Маховые и хвостовые перья жёлтые. На крыльях бывают светлые пятна, которые по стандарту должны быть симметричными.
1. Доминантные континентальные пёстрые птицы синего ряда
2. Жёлтые черноглазые
3. Белые черноглазые
4. Хохлатые волнистые попугайчики: Хохлатые попугайчики бывают всех расцветок. Различаются они по форме хохолков. В соответствии с этим различают 3 вида хохолков: остроконечный; полукруглый; круглый. Среди птиц часто встречаются виды со смешанной формой хохолка, а также с двумя и более хохолками. Часто гладкоголовые птенцы, полученные от хохлатых родителей, несут в себе признак хохлатости, который передаётся следующим поколениям. Их используют для спаривания с хохлатыми особями. Если при скрещивании обе птицы в паре будут хохлатыми, то потомство будет не очень жизнеспособным, да и птенцов в выводке будет мало. Хохлатую птицу можно спаривать и с простой гладкоголовой, не несущей в себе ген хохлатости, однако в этом случае процент хохлатых птенцов будет намного ниже. При спаривании двух гладкоголовых птиц, имеющих признак хохлатости, процент хохлатых птенцов тоже невелик. Хохлатые птицы требуют к себе больше внимания и заботы. В их поведении при гнездовании присутствуют различные отклонения от нормы, что затрудняет процесс размножения и разведения этого вида волнистых попугайчиков. Очень велик процент неоплодотворённых яиц, во многих оплодотворённых зародыш погибает ещё на ранней стадии развития, часто гибнут и только что вылупившиеся птенцы. Все эти особенности делают селекционную работу с хохлатыми попугайчиками очень трудной. Тем не менее селекционеры работают в этом направлении и получают интересные результаты. Существует японская хохлатая (хагоромо) разновидность попугайчиков. Они имеют веерообразное жабо и цветки на крыльях.
5. Клербоди
6. Седдлбеки
7. Половинчатые. Не наследуется.
8. Кудрявые. Врождённая и редкая (2 кудрявых на 110 птенцов) мутация. Характеризуется непрерывным ростом пера (рекорд — около 24 см), более высоким тоном голоса и менее продолжительной жизнью (от 6 недель до 2 лет).